# Мак (Охајо)
Мак (енгл. Mack) насељено је место без административног статуса у америчкој савезној држави Охајо.

## Демографија
По попису из 2010. године број становника је 11.585.
| Група             | 2000.    | 2010.          |
| Белци             | 0 (0,0%) | 11.332 (97,8%) |
| Афроамериканци    | 0 (0,0%) | 41 (0,4%)      |
| Азијати           | 0 (0,0%) | 45 (0,4%)      |
| Хиспаноамериканци | 0 (0,0%) | 73 (0,6%)      |
| Укупно            | 0        | 11.585         |